# 1132

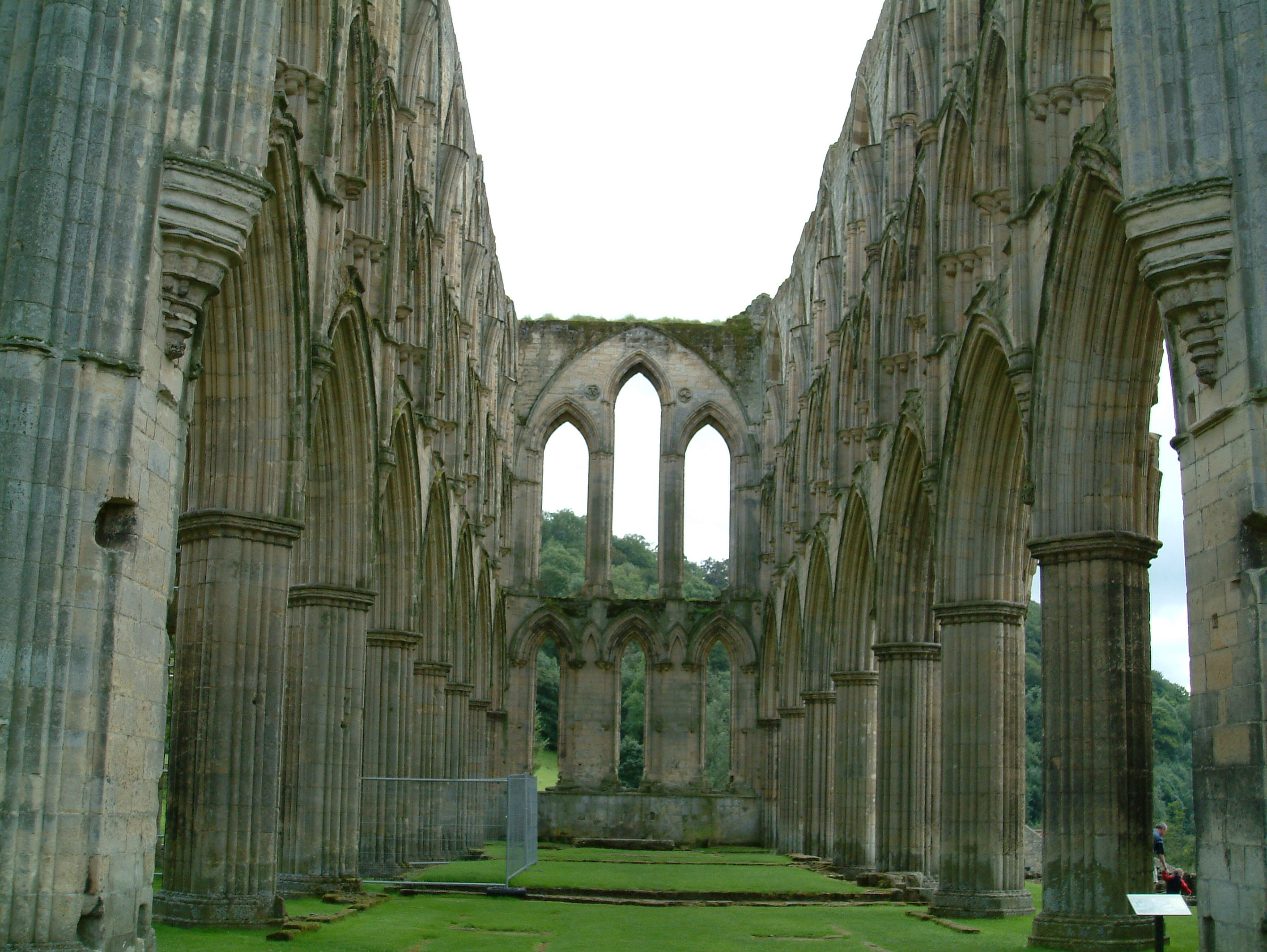
Ruïne van de abdijkerk van het klooster van Rievaulx

Het jaar 1132 is het 32e jaar in de 12e eeuw volgens de christelijke jaartelling.

## Gebeurtenissen
- Graaf Dirk VI van Holland valt vanuit Alkmaar over het ijs West-Friesland binnen en brandschat een aantal dorpen. Later dat jaar wordt de twist tussen Dirk en zijn broer Floris de Zwarte bijgelegd door tussenkomst van koning Lotharius III.
- Kloosterstichtingen: Fredelsloh, Heilsbronn, Licques, Orval, Rievaulx, Sept-Fons, Tamié
- Magnus IV van Noorwegen trouwt met Christina van Denemarken.
- Koenraad II van Moravië huwt met Maria van Servië.
- Het moerasgebied waarin tegenwoordig Hoevelaken ligt, wordt ontgonnen.
- De abdijkerk van Grimbergen wordt ingewijd.
- De Ponte dell'Ammiraglio in Palermo wordt gebouwd.
- Voor het eerst genoemd: Meensel-Kiezegem, Meise

## Opvolging
- aartsbisdom Armagh - Malachias na sedisvacatie
- Kiev - Mstislav I opgevolgd door zijn broer Jaropolk II
- bisdom Münster - Egbert opgevolgd door Werner van Steußlingen
- Powys - Maredudd ap Bleddyn opgevolgd door Madog ap Maredudd

## Geboren
- Sancho VI, koning van Navarra (1150-1194)
- Siegfried van Anhalt, aartsbisschop van Bremen (jaartal bij benadering)
- Willem I, graaf van Geneve (jaartal bij benadering)

## Overleden
- 1 april - Hugo (~78), bisschop van Grenoble
- 14 april - Mstislav I (55), grootvorst van Kiev (1125-1132)
- 11 november - Teresa van León (~62), koningin van Portugal
- 24 december - Erkenbert (~53), Duits geestelijke
- Walter van Terwaan, Vlaams monnik en geschiedschrijver

## Trivia
De roman Finnegans wake van de Ierse schrijver James Joyce zou zich afspelen in Dublin in het jaar 1132.